# Tyler, Minnesota
Tyler är en stad i Lincoln County i den amerikanska delstaten Minnesota med en yta av 5 km² och en folkmängd som uppgår till 1 218 invånare (2000).
Tyler träffades den 21 augusti 1918 av en tornado med följden att 36 personer miste livet. Varje år i juli firas det i Tyler en festival som heter Aebleskiver Days efter en dansk rätt. Detta beror på att många av ortsborna är av dansk härkomst.

## Kända personer från Tyler
- Richard F. Kneip, politiker, guvernör i South Dakota 1971-1978